# Orion (mitologia)
Orion (gr. Ὠρίων Ōríōn, łac. Orion) – w mitologii greckiej olbrzym, myśliwy beocki o wielkiej sile i urodzie, syn Posejdona i Euriale (jedna z trzech sióstr Gorgon) lub Hyrieusa z Beocji.
Będąc bratem Polifema, odznaczał się ogromnym wzrostem (mógł kroczyć po dnie oceanu z głową ponad falami; według innego przekazu potrafił chodzić po morzu) i gwałtownym charakterem. Jego małżonką była Side, szczycąca się pięknością większą od Hery i za to strącona do Tartaru. Podobnie jak Polifem, i on został oślepiony we śnie przez króla Ojnopiona za zgwałcenie po pijanemu jego córki Merope. Podążając dzięki pomocy Hefajstosa na wschód, odzyskał wzrok pod wpływem słonecznych promieni Heliosa.
Prześladował nimfy Plejady (zwiastunki dobrej pogody) i Hiady (zwiastujące złą pogodę) dotąd, aż uprosiły Zeusa, by je przemienił w zwierzęta. Spełniając ich życzenie Zeus zamienił je w gołębie, a później w skupisko gwiazd na nieboskłonie, zwane dziś Plejadami.
Zakochana w Orionie bogini jutrzenki – Eos, zabrała go na Delos, gdzie w końcu zginął od ukąszenia wielkiego Skorpiona nasłanego przez boginię łowów Artemidę za próbę jej zgwałcenia (w innej wersji obraził boginię i zginął od jej strzał). Po śmierci został przez bogów przeniesiony między gwiazdy (gwiazdozbiór Oriona) wraz z psami Syriuszem i Procjonem, i z atakującym jego piętę Skorpionem.
W sztuce przedstawiany jest jako myśliwy z tarczą w jednej ręce, maczugą w drugiej i mieczem przy pasie. Na nieboskłonie broni się przed szarżującym Bykiem.
Mit o Orionie inspirował przez wieki artystów; stał się tematem utworów poetyckich, muzycznych (opery – m.in. P.F. Cavallego), częstym też w sztukach plastycznych.